# Giulio Cesare Zoglio
Giulio Cesare Zoglio, auch als Julius Caesar Zollio bekannt, (* 24. August 1733 in Rimini; † 13. April 1795) war Titularerzbischof der Römisch-katholischen Kirche und der erste Apostolische Nuntius der Apostolischen Nuntiatur in München.

## Leben
Giulio Cesare Zogli hatte von November 1776 bis 1785 das Amt des Rektors des Comtat Venaissin bei Avignon bekleidet. Er war ein Vetter des damals amtierenden Papstes Pius VI. (1775–1799) und wurde von diesem am 27. Juni 1785 zum Titularerzbischof des heute nicht mehr bestehenden Titularerzbistums Athenae ernannt. Am 28. Oktober 1785 spendete ihm Kardinal Giovanni Carlo Boschi die Bischofsweihe, Mitkonsekratoren waren die Erzbischöfe Ottavio Boni und Nicola Buschi. Am 10. Dezember 1785 wurde er vom Papst zum ersten Apostolischen Nuntius in München ernannt, die Amtseinführung erfolgte am 22. Mai 1786.

## Konsekrationen
Erzbischof Zoglio weihte Johann Nepomuk von Wolf, der zum Weihbischof in Freising ernannt worden war, zum Titularbischof von Dorylaëum, Johann Casimir Häffelin zum Titularbischof von Chersonesus in Creta und Ignaz Judas Thadäus Reisach CR zum Titularbischof von Dibona.

## Nuntiaturstreit
Der bayrische Kurfürst Karl Theodor unterhielt zu Papst Pius VI. (1775–1799) gute Beziehungen und unterstützte die Errichtung der päpstlichen Nuntiatur am 7. Juni 1784 in München. Bayern versprach sich mit dieser „Hofnuntiatur“ sowohl finanzielle als auch kirchenpolitische Vorteile. Der Papst hatte Zoglio die Rechte der kirchlichen Gerichtsbarkeit erteilt und wollte ihn zum „Erzbischof in Bayern“ ernennen. Diese Maßnahme führte zu heftigen Gegenargumente der Bischöfe von Freising und Speyer. Der Kaiser, der Reichstag und die Reichskirche verweigerte die Anerkennung der Münchner Nuntiatur und es kam auf dem Emser Kongress von 1786 zur Emser Punktation.